# Garding
Garding est une commune d'Allemagne, située dans le Land du Schleswig-Holstein et l'arrondissement de Frise-du-Nord.

## Personnalités liées à la commune
- Theodor Mommsen (1817-1903), historien de la Rome antique né à Garding.
- Tycho Mommsen (1819-1900), philologue né à Garding.
- Peter-Jürgen Boock (1951-), écrivain né à Garding.